# Thierry Correia
Thierry Correia (Amadora, 9 maart 1999) is een Portugees voetballer die doorgaans speelt als rechtervleugelverdediger. Hij verruilde Sporting Lissabon in september 2019 voor Valencia.

## Clubcarrière
Correia stroomde door vanuit de jeugd van Sporting Lissabon. Hiervoor debuteerde hij op 29 november 2018 in het eerste elftal. Hij mocht die dag 16 minuten voor tijd invallen voor Bruno Gaspar in een met 1–6 gewonnen wedstrijd tegen FK Qarabağ in de Europa League. Hij speelde op 11 augustus 2019 zijn eerste wedstrijd in de Primeira Liga. Hij mocht toen een volledige wedstrijd spelen tegen Marítimo (1–1).
Correia werd in augustus 2019 basisspeler bij Sporting, maar verhuisde een maand later naar Valencia. Hier tekende hij een contract voor vijf seizoenen. Valencia betaalde circa 12 miljoen euro voor hem, exclusief bonussen. Correia mocht in seizoen 2019/20 sporadisch spelen, waarna de nieuwe coach Javi Gracia hem in 2020/21 promoveerde tot basisspeler. Hij maakte op 9 mei 2021 zijn eerste doelpunt in de Primera División, tegen Real Valladolid. Een spierblessure kostte hem een aanzienlijk deel van de eerste seizoenshelft van 2021/22. Daarna overtuigde hij ook coach José Bordalás om hem vast in de basis te zetten.

## Clubstatistieken
| Seizoen   | Club              | Competitie       | Competitie | Competitie | Beker | Beker | Internationaal | Internationaal | Totaal | Totaal |
| Seizoen   | Club              | Competitie       | Wed.       | Dlp.       | Wed.  | Dlp.  | Wed.           | Dlp.           | Wed.   | Dlp.   |
| --------- | ----------------- | ---------------- | ---------- | ---------- | ----- | ----- | -------------- | -------------- | ------ | ------ |
| 2018/2019 | Sporting Lissabon | Primeira Liga    | 0          | 0          | 0     | 0     | 2              | 0              | 2      | 0      |
| 2019/2020 | Sporting Lissabon | Primeira Liga    | 4          | 0          | 0     | 0     | 0              | 0              | 4      | 0      |
| 2019/2020 | Valencia          | Primera División | 4          | 0          | 2     | 0     | 1              | 0              | 7      | 0      |
| 2020/2021 | Valencia          | Primera División | 29         | 1          | 3     | 1     | —              | —              | 32     | 2      |
| 2021/2022 | Valencia          | Primera División | 19         | 0          | 3     | 0     | —              | —              | 22     | 0      |
| 2022/2023 | Valencia          | Primera División | 27         | 0          | 0     | 0     | —              | —              | 27     | 0      |
| 2023/2024 | Valencia          | Primera División | 8          | 0          | 0     | 0     | —              | —              | 8      | 0      |
| Totaal    | Totaal            | Totaal           | 91         | 1          | 8     | 1     | 3              | 0              | 102    | 2      |

Bijgewerkt op 10 oktober 2023.

## Interlandcarrière
Correia maakte deel uit van alle Portugese nationale jeugdselecties vanaf Portugal –16. Hij was onderdeel van het Portugal –17 dat het EK –17 van 2016 won en speelde iedere minuut op het EK –19 van 2018, dat hij won met Portugal –19. Correia behoorde ook tot de Portugese selecties op het WK –20 van 2019 en het EK –21 van 2021.

## Erelijst
| Competitie            |              |              |              |              |
| Competitie            | Aantal       | Jaren        |              |              |
| Portugal –17          | Portugal –17 | Portugal –17 | Portugal –17 | Portugal –17 |
| --------------------- | ------------ | ------------ | ------------ | ------------ |
| Europees kampioen –17 | 1x           | 2016         |              |              |
| Portugal –19          |              |              |              |              |
| Europees kampioen –19 | 1x           | 2018         |              |              |